# Cory Teixeira de Carvalho
Cory Teixeira de Carvalho (Salvador, 24 de outubro de 1928 – Manduri, 22 de abril de 2024) foi um zoólogo brasileiro.
Fez seu mestrado (1966) na Faculdade de Medicina Veterinária e Zootecnia da USP com a dissertação “Placentação em animais” e doutorado no Instituto de Biociências da USP (1969) com “Morcegos hematófagos”  . Durante sua carreira, Cory atuou nas principais instituições zoológicas do país, como o Museu Nacional, o Museu Paraense Emílio Goeldi e o Museu de Zoologia da Universidade de São Paulo.
As publicações científicas de Cory Carvalho demonstram seu perfil multifacetado, abrangendo estudos de amostragem de fauna, dieta e taxonomia. Entre suas diversas contribuições à mastozoologia, Cory empreendeu um dos primeiros estudos sobre comportamento alimentar de morcegos no Brasil. Também realizou estudos pioneiros com ecologia de pequenos mamíferos e primatas em São Paulo. 